# نظرية الفعل (فلسفة)
نظرية الفعل هي مجال في الفلسفة المعنية بالنظريات حول العمليات التي تسبب الحركات الجسدية البشرية المتعمدة من نوع معقد نوعا ما. هذا المجال من الفكر ينطوي على نظرية المعرفة، والأخلاق، الميتافيزيقيا، الفقه، وفلسفة العقل، وقد اجتذبت اهتمام قوي من الفلاسفة منذ الأخلاق النيقوماخية لأرسطو (الكتاب الثالث). مع ظهور علم النفس وعلم الأعصاب في وقت لاحق، العديد من نظريات الفعل تخضع الآن لاختبار تجريبي. 
لا ينبغي الخلط بين نظرية العمل الفلسفي، أو فلسفة العمل، مع النظريات الاجتماعية للعمل الاجتماعي، مثل نظرية الفعل التي أنشأها تالكوت بارسونز. 
نظرية الفعل الأساسية عادة تصف العمل كسلوك ناجم عن عامل في حالة معينة. رغبات الوكيل ومعتقداته (مثل رغبتي في الحصول على كوب من الماء واعتقاد السائل الواضح في الكأس أمامي هو الماء) يؤدي إلى السلوك الجسدي (على سبيل المثال الوصول إلى الزجاج). في نظرية بسيطة (انظر دونالد ديفيدسون)، والرغبة والمعتقد معا
في بعض النظريات الرغبة بالإضافة إلى الاعتقاد حول وسائل تلبية تلك الرغبة هي دائما ما هو وراء الفعل. هدف الوكلاء، في الفعل، تحقيق أقصى قدر من الارتياح لرغباتهم. هذه نظرية العقلانية المحتملة تكمن وراء الكثير من الاقتصاد والعلوم الاجتماعية الأخرى ضمن إطار أكثر تعقيدا من الاختيار العقلاني. ومع ذلك، فإن العديد من نظريات العمل تجادل بأن العقلانية تمتد إلى ما هو أبعد من حساب أفضل الوسائل لتحقيق أهداف المرء. على سبيل المثال، الاعتقاد بأنني يجب أن أفعل X، في بعض النظريات، يمكن أن يسبب لي مباشرة للقيام X دون الحاجة إلى أن أفعل X (أي الرغبة في القيام X). العقلانية، في مثل هذه النظريات، ينطوي أيضا على الاستجابة بشكل صحيح للأسباب التي يراها الوكيل، وليس مجرد التصرف على أساس الرغبات. 
في حين أن نظريي الفعل يستخدمون عموما لغة السببية في نظرياتهم حول طبيعة الفعل، فإن مسألة ما هو السبب في تحديد السببية كانت محورية في الخلافات حول طبيعة الإرادة الحرة. 
كما تدور المناقشات المفاهيمية حول تعريف دقيق للعمل في الفلسفة. قد يختلف العلماء حول الحركات الجسدية التي تقع تحت هذه الفئة، على سبيل المثال. وما إذا كان ينبغي تحليل التفكير بوصفه إجراء، وكيف ينبغي تلخيص أو تفكيك الإجراءات المعقدة التي تنطوي على عدة خطوات ينبغي اتخاذها والنتائج المتنوعة المقصودة. 

## نقاش
على سبيل المثال، رمي الكرة هو مثال على الفعل. فإنه ينطوي على نية، هدف، وحركة جسدية يسترشد بها وكيل. من ناحية أخرى، لا يعتبر اصطياد البرد عملا لأنه شيء يحدث لشخص، وليس شيئا من قبل واحد. وعموما لا يعتزم الوكيل أن يصاب بالبرد أو أن ينخرط في حركة جسدية للقيام بذلك (على الرغم من أننا قد نكون قادرين على تصور مثل هذه الحالة). أما الأحداث الأخرى فهي أقل وضوحا بوصفها إجراءات أو لا. على سبيل المثال، يبدو أن أصابع الطبول التي تشتت الانتباه على الطاولة تسقط في مكان ما في الوسط. إن اتخاذ قرار بشيء ما يمكن اعتباره إجراء عقليا من قبل البعض. غير أن آخرين يعتقدون أنه ليس إجراء ما لم يتخذ القرار. كما أن محاولة القيام بعمل ما دون جدوى قد لا تعتبر أيضا عملا لأسباب مماثلة (على سبيل المثال عدم وجود حركة جسدية). ومن المثير للجدل ما إذا كان الاعتقاد، والعزم، والتفكير هي الإجراءات لأنها أحداث عقلية. 
يفضل البعض تحديد الإجراءات بأنها تتطلب حركة جسدية (انظر السلوكيات). وتعتبر الآثار الجانبية للإجراءات من قبل البعض لتكون جزءا من العمل؛ في مثال من مخطوطة أنسكومب للنية، ضخ المياه يمكن أيضا أن يكون مثال لتسمم السكان. وهذا يقدم بعدا أخلاقيا للمناقشة (انظر أيضا الوكالة الأخلاقية). إذا تسببت المياه المسممة في الموت، يمكن اعتبار هذا الموت جزءا من عمل الوكيل الذي ضخ الماء. إن ما إذا كان التأثير الجانبي يعتبر جزءا من إجراء غير واضح خصوصًا في الحالات التي يكون فيها الوكيل غافل للآثار الجانبية المحتملة. على سبيل المثال، وكيل الذي يشفي عن طريق الخطأ شخص عن طريق إعطاء السم الذي كان ينوي قتله. 
ومن الشواغل الرئيسية لفلسفة الفعل تحليل طبيعة الإجراءات وتمييزها عن الظواهر المماثلة. وتشمل المخاوف الأخرى الفصل بين الإجراءات، وشرح العلاقة بين الإجراءات وآثارها، وشرح كيفية ارتباط العمل بالمعتقدات والرغبات التي تسببها و / أو تبررها (انظر السبب العملي)، فضلا عن دراسة طبيعة الوكالة. ومن الشواغل الرئيسية طبيعة الإرادة الحرة وما إذا كانت الإجراءات تحددها الحالات العقلية التي تسبقها (انظر الحتمية). وقد قال بعض الفلاسفة (مثل دونالد ديفيدسون) إن الحالات الذهنية التي يستدعيها الوكيل لتبرير عمله هي حالات جسدية تسبب العمل. وقد أثيرت مشاكل لهذا الرأي لأن الحالات الذهنية يبدو أن تنخفض إلى مجرد أسباب جسدية. ولا يبدو أن خواصهم العقلية تقوم بأي عمل. أما إذا كانت الأسباب التي يستشهد بها الوكيل لتبرير إجراءاته، فهي ليست السبب في الإجراء، فعليهم أن يفسروا الإجراء بطريقة أخرى أو أن يكونوا عاجزين عن السببية. 

## روابط خارجية
- نظرية الفعل (فلسفة)  على موسوعة ستانفورد للفلسفة
- The Meaning of Action by Various Authors at PhilosophersAnswer.com
- http://philosophyofaction.com/
- http://philpapers.org/browse/philosophy-of-action
- نظرية الفعل (فلسفة) entry in the موسوعة الإنترنت للفلسفة